# 卡查梅體育場
卡查梅体育场一个多功能体育场，位于委内瑞拉圭亚那城。 体育场于1990年启用，并在2006年至2007年期间进行了翻修，其中涉及对其结构进行重新设计，以使体育场在2006年之前将容量翻倍。体育场也是2007年美洲杯的9个比赛场馆之一，且可以容纳多达41,600人。

## 2007年美洲杯
卡查梅体育场是2007年美洲杯的比赛场馆之一。在此赛事中，该体育场进行了以下比赛：
| 日期          | 当地时间（UTC-4） | 第一队伍 | 比分 | 第二队伍 | 回合   |
| ------------- | ----------------- | -------- | ---- | -------- | ------ |
| 2007年6月27日 | 18:30             |          | 2-3  | 智利     | B组    |
| 2007年6月27日 | 20:50             | 巴西     | 0-2  | 墨西哥   | B组    |
| 2007年7月11日 | 20:50             | 墨西哥   | 0-3  | 阿根廷   | 半决赛 |